# 아니시나베

1800년경 오대호 주변 아니시나베 제족의 분포.

아니시나베(오지브와어: ᐊᓂᔑᓈᐯᒃ)는 오대호 주변, 오늘날의 캐나다와 미국 국경 양쪽에 분포하던 알곤킨 제족들이 공유하던 문화로 규정되는 집단이다. 세 모닥불 연맹의 삼형제 민족(오지브와, 오다와, 포타와토미), 미시소가, 니피싱, 알곤킨이 여기에 속한다. 아니시나베 문화에 속하는 민족들은 알곤킨어파의 아니시나베어를 구사했다. 아니시나베라는 말이 오지브와의 동의어로 여겨질 때도 있으나, 오지브와를 포함한 보다 넓은 범주의 집단이다.
유럽인들이 처음 도래했을 당시 아니시나베 제족은 북미 동북부 소림지, 아북극에 살았고, 일부는 서쪽으로 대평원에 분포하기도 했다.